# セミオートマチックライフル

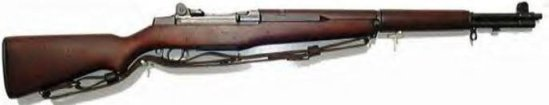
M1ガーランド半自動小銃

セミ・オートマチックライフル（半自動小銃）とは、自動小銃のうち、装填のみが自動で行われる機種の事。連射は機構によって制限され、1発撃つごとに引き金を引き直す必要がある。

## 概要
引き金を一回引くごとに弾薬が一発発射され、同時に弾倉から次弾が送り出されて薬室に装填される。次弾を発射するには、もう一度トリガーを引く必要がある。
フルオートに比べて時間あたりの火力に劣るが、銃のブレは少ないので命中精度を高めやすい。副次的に弾薬の浪費を防ぐ効果もある。

## 構造
構造は大別すると、発砲時の反動を利用して銃身と遊底を結合したまま動かし、その動きを閉鎖解除に利用する反動利用式（ショートリコイルなど）、発砲に伴って発生する発射ガスを結合解除と遊底の駆動に利用したガス圧式、銃身と遊底を結合せず、薬莢にかかるガス圧を遊底で受けて機構を駆動するブローバックの3つに分かれる。なお、ブローバックは小銃ではほとんど利用されない。
「セミオート」の状態を作り出すにあたって、弾丸が薬室に再装填される際、引かれたままのトリガーが元に戻るまでの間、内部のメカニズムとトリガーを切り離す必要がある。そのための部品をディスコネクターという。これにより、トリガーを一旦離して再度引かなければ撃鉄が落ちないようにしている。このディスコネクターが単純な仕組みであると、セミオートの銃を、より火力の高いフルオートの銃に改造されてしまうおそれがある。セミオートの銃が許可されている場合であっても、フルオートの銃はより殺傷力が高いとして禁止されている場合が多い。したがってディスコネクターを容易に違法改造できる銃はフルオートの銃と同等に規制されてしまう。このため、銃器メーカーはディスコネクターを容易に改造できないよう工夫を施している。